# Curtis Counce
Curtis Counce (Kansas City, 23 gennaio 1926 – Los Angeles, 31 luglio 1963) è stato un contrabbassista e arrangiatore statunitense di jazz.
Contrabbassista di grande affidabilità, fu nel corso della sua breve carriera molto richiesto da grandi jazzleader della West Coast..

## Biografia
Finiti i suoi studi musicali a Kansas City, fu ingaggiato nel 1941 dall'orchestra di Nat Towles, con il quale rimase fino al 1944.
Trasferitosi in California nel 1945, suonò con vari jazzisti di primo piano come, Wardell Gray, Clifford Brown, Lester Young, Benny Carter, Billy Eckstine, Edgar Hayes.
Nel 1953 collaborò, tra gli altri, con il batterista Shelly Manne, con Shorty Rogers (1954) e con il clarinettista Buddy DeFranco (1955), l'anno successivo (1956) è scritturato da Stan Kenton con cui effettua un tour in Europa.
Sempre nel 1956 fondò un quintetto che ebbe vita fino al 1958, per poi tornare all'attività di sideman.
Morì durante un'esibizione in un locale di Los Angeles per un attacco cardiaco.

## Discografia
Leader
- 1957 - The Curtis Counce Group (Contemporary Records, C-3526) a nome The Curtis Counce Group
- 1957 - You Get More Bounce with Curtis Counce! (Contemporary Records, M-3539) a nome The Curtis Counce Group
- 1958 - Exploring the Future (Dooto Records, DTL-247) a nome The Curtis Counce Quintet
- 1960 - Carl's Blues (Contemporary Records, M-3574) a nome The Curtis Counce Group
- 1989 - Sonority (Contemporary Records, C-7655) registrazioni di inediti del 1956, 1957 e 1958